# Rafael Vidaurreta
Rafael «Rafa »Vidaurreta Ramírez (Madrid, 5 de gener de 1977) és un exjugador de bàsquet espanyol que jugava a la posició de pivot. El seu últim equip fou l'Asefa Estudiantes.